# Umberto Massola
Umberto Massola (Pinerolo, 30 settembre 1904 – Roma, 13 febbraio 1978) è stato un attivista e politico italiano.

## Biografia
Operaio, già a sedici anni, nel 1920, si iscrive al Partito Socialista e l'anno successivo al Partito Comunista d'Italia, partecipando alla difesa della redazione della rivista «L'Ordine Nuovo». Viene arrestato nel 1927 e deferito al Tribunale speciale per aver organizzato una riunione politica in occasione del Primo maggio; dopo più di un anno trascorso in carcere in attesa di giudizio, viene assolto per insufficienza di prove.
Nel 1929 espatria in Francia per lavorare nel centro estero del partito e viene eletto nel comitato centrale della FGCI. Nel 1930 è ancora in Italia come ispettore nel Veneto e Friuli. Negli anni a seguire viene inviato a Mosca per seguire i corsi della Scuola leninista. Nel 1933 torna a Parigi. Nel 1937 entra a far parte del comitato centrale del partito, dirigendo l'ufficio organizzazione. Nel 1939, assieme a Domenico Ciufoli e Cesare Massini, viene ancora inviato in Italia per organizzare il centro interno ma, tradito, è di nuovo costretto a riparare in Francia.
Nel giugno 1940, assieme a Rigoletto Martini, è in Jugoslavia, incaricato di organizzare una base per il lavoro in Italia, ma lo scoppio della guerra farà ritardare la realizzazione del progetto fino all'estate dell'anno successivo. Il primo agosto 1941 Massola entra clandestinamente in patria per organizzare la stampa del partito, promuovendo, in primo luogo, la redazione e la diffusione del «Quaderno del lavoratore» (periodico manoscritto, nato per pubblicare documenti e appelli del partito, nonché le notizie diffuse da Radio Mosca, da Radio Londra) e del «Grido di Spartaco», riuscendo finalmente, nel luglio 1942, a far stampare «l'Unità» clandestina. La proficua attività di propaganda e le capacità organizzative di Massola contribuiscono sicuramente al successo degli scioperi del marzo 1943.
Con la caduta del fascismo e il rientro in Italia del centro estero, Massola entra a far parte della direzione del partito, partecipando alla riunione svoltasi a Milano il 20 settembre 1943 nella quale si gettano le basi per la costituzione delle Brigate Garibaldi delle quali, nelle fasi salienti della lotta di liberazione, viene nominato ispettore generale. Alla fine della guerra entra a far parte della segreteria nazionale del partito.
Membro dell'Assemblea Costituente, viene poi eletto deputato nelle prime due legislature repubblicane, dal 1948 al 1958. Con il V congresso del partito, tenutosi nel 1946, entra a far parte del comitato centrale, ricoprendo inoltre l'incarico di segretario del comitato regionale delle Marche.

## Scritti
- Gli scioperi 1943-1944: la classe operaia in lotta contro il fascismo e l'occupante, Roma, Società editrice l'Unità, 1945; 2ª edizione riveduta e ampliata: Gli scioperi del '43. Marzo-aprile: le fabbriche contro il fascismo, Roma, Editori Riuniti, 1973
- Marzo 1943, ore 10, Roma, Edizioni di Cultura Sociale, 1950; 2ª edizione, Roma, Editori Riuniti, 1963
  - tr. tedesca: März 1943, 10 Uhr. Der Kampf des italienischen Volkes gegen den Faschismus, Berlin, Dietz Verlag, 1953
- Memorie 1939-1941, Roma, Editori Riuniti, 1972